# Gungrave
Gungrave (яп. ガングレイヴ, Gangureivu) - відеогра шутер від третьої особи, розроблена та опублікована Red Entertainment (Sega в Північній Америці та Activision у Європі) для PlayStation 2. В Gungrave ви слідкує за своїм головним героєм через різноманітні етапи на шляху до помсти.
У той час як гра отримала помірні відгуки від критиків, Gungrave отримав визнання за дизайн персонажів створений Yasuhiro Nightow і механічних конструкцій розроблених Kōsuke Fujishima. Обидва відповідні стилі художників допомогли надати грі певні особливості, що допомогло Gungrave  стати  аніме, а також продовженням відеоігор для PlayStation 2 під назвою Gungrave: Overdose у 2004 році.

## Геймплей
Як шутер від третьої особи, Gungrave повністю зосереджується на бою і відмовляється від вирішення головоломок, що притаманні деяким його предкам. Гравець просувається через різні етапи гри і має можливість досліджувати навколишню територію в обмеженій області. Він стикається  хвилею за хвилею бійців на шляху до боса кінцевого рівня. Боротьба варіюється між пострілами з рушниці з ворогами на відстані і простим ближнім боєм. Гра оцінює кількість чуття, яке гравець використовує, щоб знищити всіх і все, що видно.
За межами Грейва обладнаний енергозахисний щит,  що може поглинати велику кількість збитків як додаток до його життєвої смуги. Цей щит виглядає як синя смуга поруч із смугою  життя Грейва на екрані гри. Коли щит повністю зменшений, гравець сильно вразливий і подальше пошкодження швидко знижує рівень здоров'я персонажа. Однак щит заряджається повністю, якщо короткий проміжок часу не буде зазнавати пошкоджень.
Добре граючи під час етапів, гравець може розблокувати спеціальні атаки, такі як кулемети або ракети, запущені з труни на спині Грейва. Їх можна використовувати, заряджаючи показник ритму, який зображений черепом у верхньому лівому куті головного дисплея гри. Щоб збільшити показник ритму, Грейв повинен виконувати комбінації, які іноді налічують сотні ударів (знищуючи ворогів або практично будь-що в ігровому середовищі).
Етапи та деякі важливі події на етапах розділені аніме-вставками, де показується історія гри та розкриваються персонажі, а також гравцеві надається передісторія.

### Зброя
Цербер - пістолети-близнюки, названі тригранним гандом Аїда. Грейв має необмежену кількість патронів з собою, тому ніколи не потрібно перезаряджати пістолети. Якщо гравець дозволить Грейву нерухомо стояти під час бійки, він почне стріляти по всіх доступних цілях на екрані, не дивлячись.
Труна -  величезна металева труна на спині, яка містить різноманітну зброю, яку можна використовувати лише при спеціальних атаках. Грейв також може використовувати труну для удару по ворогах, що знаходяться поблизу. Манера, в якій Грейв несе і використовує труну має сильну схожість з хрестом, який переносить  священник Wolfwood з серії манг Trigun від Yasuhiro Nightow.
Постріли по знесенню - спеціальні атаки, що виконуються за допомогою труни, яка споживає енергію з показника ритму. Вони можуть допомогти гравцеві пройти через складні ситуації. Всього є чотири образних методики, разом із можливістю відновити здоров'я за допомогою вимірювача. Перший наступальний прийом доступний на початку гри, а інші три розблоковуються завдяки гарній продуктивності під час виконання етапів.
- Смертельний удар - З могили вистрілює одна ракета, яка вибухає і вбиває кожного ворога в безпосередній близькості від точки удару.
- Танець куль -  Грейв робить з труни кулемет і крутиться на  360 °, знищуючи все навколо нього.
- Пекельний крик – Грейв запускає перед собою три ракети. Напад має більшу дальність вибуху, ніж смертельний удар і завдає більшої шкоди.
- Бурхливий інферно - Грейв крутиться по колу і вистрілює з свого кулемета, а далі стрибає в повітря і робить це знову.

## Сюжет
Гра відбувається у місті, яке контролюється організацією Міленіум. Місто переповнене злочинцями і загадковим наркотиком, відомим як насіння. Історія розказує про Грейва, коли він відправляється помстити людині, яка його вбила.
Етапи в грі представлені як місії, видані доктором Т, і слідкуйте за Грейве, коли він полює за начальником цього етапу. Налаштування включають бар, лабораторію, метро і навіть традиційне японське додзьо. Ці середовища доповнюються або протиставляються міському.

## Персонажі

### Грейв
Раніше Брендон Хіт, Грейв колись був високопоставленим і надійним членом керівництва Міленіуму. Грейв прокидається через п'ятнадцять років після смерті. Протягом усієї гри минуле Грейва розповідається за допомогою аніме-катсцен, коли він відновлює свої спогади. Брендон - мовчазний герой, який отримує свої місії і виконує їх без слів. Внаслідок перетворення Грейва на ходячого мерця, його організм повинен підтримуватися періодичними переливаннями крові, інакше він стає слабким, і його поступово розвалюється.
Брендон вступив в організацію зі своїм другом Гаррі. Будучи членом Міленіуму, Брендон також підтримував зв'язок з Великим татом, дивлячись на нього як на батька. Врешті-решт Брендон був змушений вибрати між підтримкою Гаррі в перевороті або захистом лідера групи; його вбивають за те, що він вирішив не розлучатися зі своїм другом.

### Союзники
Доктор Т  - озвучив Motomu Kiyokawa
Доброзичливий, але загадковий доктор Т - це головне джерело підтримки Грейва протягом усієї гри. Він надає Грейву інформацію, яку здобуває за допомогою власних каналів, та підтримує його тіло. Лікар має зв'язок з Брендоном ще з часів у Міленіумі. Зв'язок лікаря полягає в тому, що він був головним дослідником програми мертвих солдат, якою керував Гаррі.
Міка Асагі - озвучила Tomoko Kawakami
Тринадцятирічна дочка колишньої любові Грейва, Марії та Великого тата. Міка шукає Грейва для захисту після смерті батьків та забезпечує його зброєю. Під час антрактних послідовностей гри гравець може вибрати, щоб  Міка розповідала про поточні події та речі. Після смерті доктора Т Міка намагається підтримати Грейва по радіозв'язку.
Міка повністю довіряє Грейву, вважаючи його єдиною сім'єю, яку вона має.
У ході гри з'ясовується, чому ця дівчина є чимось дорогоцінним і важливим для Грейва - обіцянка між Марією та ним (коли він був ще Брендоном) доглядати і захищати її дитину, один із небагатьох спогадів, що Грейв зберіг про своє минуле життя.

### Міленіум
Марія Асагі – озвучила Kikuko Inoue
Марія була коханою Брендона, коли вони були молодими. Вона також мати Міки. Після свого вступу в Міленіум Брендон покинув її, щоб вона поїхала до Великого тата і була забезпеченою. Двоє досі залишалися поруч, і вона піклувалася про Цербера після вбивства Брендона. Марія сказала доньці, що якщо коли-небудь буде ситуація, коли її життю загрожує небезпека, вона повинна шукати чоловіка на ім’я Грейв. Гра починається після її смерті.
Гаррі МакДауелл – озвучив  Tsutomu Isobe
Гаррі - безжальний голова Міленіума і був другом дитинства Брендона. Він вбиває Брендона лише до того, щоб розпочати свій переворот в Міленіумі. Гаррі єдиний лідер Міленіуму, який не має перетворень, і не бореться як бос.
Боб Паундмакс – озвучив Chafurin
Цей надзвичайно важко поставлений і хамський чоловік є першим членом керівництва Мілленіуму, який кинув виклик Грейву. У своїй другій формі Боб нагадує барона Володимира Харконнена з оригінального фільму «Дюна» 1984 року.
Балладберд Лі - озвучив Masaya Onosaka
Другий супротивник Грейва, Лі, відповідальний за вбивство доктора Т і викрадення Міки, щоб заманити Грейва в пастку.
Ведмідь Уолкен - озвучив Ryūzaburō Ōtomo
Третій супротивник Грейва, ведмідь Уолкен, проживає в додзьо, побудованому на даху офісної будівлі. Ведмідь - людина старшого віку і міцно побудована. Після того, як Грейв дістається до вершини Уолкен перетворюється на свою першу форму атаки та розрівнює все на даху відразу після привітання з Грейвом.
Бунджі Кугасіра – озвучив Fumihiko Tachiki
Колись студент і надійний друг Грейва, Бунджі став другою рукою Гаррі пусля смерті Грейва. Бунджі надзвичайно схожий на Грейва, аж до стилю бою. Він не хоче нічого, крім дуелі зі своїм суперником. Фізично він дуже схожий на Ніколаса Д. Вольфвуда. Бунджі не має другого режиму, як три боси перед ним, але цього не потрібно (кажуть, що він завжди перебуває в другому режимі, просто щоб його організм не змінювався).
Великий тато - озвучив  Iemasa Kayumi
Великий тато – лідер Міленіуму до перевороту. Майже не відображається через катсцени, але, очевидно, що вони були близькими з Брендоном. Він допоміг підтримати Марію, і вони зрештою одружилися. Великий тато говорить про те, що досяг всього того, чого хотів колись, і тепер хоче насолоджуватися своїми успіхами разом із дружиною та ненародженою дочкою.

## Сиквел
Через два роки після виходу Gungrave: Overdose, додає до серіалу нових ігрових персонажів та нову історію.
У 2017 році корейські розробники Iggymob та Blueside під наглядом Red Entertainment відродили серію Gungrave та випустили  Gungrave VR для  PlayStation VR наприкінці 2017 року в Японії та наприкінці 2018 року у Північній Америці та Європі. Gungrave VR виступає прологом до нового продовження під назвою Gungrave G.O.RE. (Gunslinger of REsurrection), який розробляється для PlayStation 4.

## Критика
| Агрегатор  | Оцінка |
| ---------- | ------ |
| Metacritic | 65/100 |

| Видання                            | Оцінка    |
| ---------------------------------- | --------- |
| Edge                               | 5/10      |
| Electronic Gaming Monthly          | 6.83/10   |
| Eurogamer                          | 4/10      |
| Famitsu                            | 30/40     |
| Game Informer                      | 7/10      |
| GamePro                            | [ 8 ]     |
| GameRevolution                     | D+        |
| GameSpot                           | 5.1/10    |
| GameSpy                            | [ 11 ]    |
| GameZone                           | 7.6/10    |
| IGN                                | (US) 8/10 |
| Official U.S. PlayStation Magazine | [ 14 ]    |

Гра отримала «змішані» відгуки на сайті Metacritic - за її коротку довжину і мінімальне відтворення. Аніме стиль творців  Yasuhiro Nightow (Trigun) і Kōsuke Fujishima (Oh My Goddess! і You're Under Arrest)  дали грі дуже виразний і унікальний зовнішній вигляд, що вразив багатьох критиків та гравців.